# 21世紀ビジネス塾
『21世紀ビジネス塾』（にじゅういっせいきビジネスじゅく）は、2000年4月1日から2005年4月1日までNHK教育テレビで放送されていたNHK名古屋放送局製作の情報番組である。
毎回日本各地の元気な中小企業とその経営者たちを紹介していた。

## 放送時間
いずれも日本標準時、別の時間帯での再放送あり。
| 期間                         | 放送時間             |
| ---------------------------- | -------------------- |
| 2000年4月1日 - 2001年3月24日 | 土曜日 21:30 - 21:59 |
| 2001年4月7日 - 2003年4月5日  | 土曜日 23:00 - 23:29 |
| 2003年4月12日 - 2004年4月3日 | 土曜日 21:00 - 21:29 |
| 2004年4月9日 - 2005年4月1日  | 金曜日 22:25 - 22:49 |

## 出演者

### 2000年度 - 2001年度
- 藤田太寅（NHK解説委員）
- 尾崎恵子

### 2002年度 - 2004年度
- 藤沢久美（ソフィアバンクディレクター） - キャスターを担当[3]。
- 山口勝（当時NHKアナウンサー）
- 佐久間知樹（NHKアナウンサー）
- 三瓶宏志（NHKアナウンサー）
- 山田麻琴（タレント）
- 寺澤敏行（NHKアナウンサー）

### ナレーター
- 上田定行

## 関連書籍
特記の無いものはすべて編著：NHKビジネス塾編集委員会、出版社：日本放送出版協会。
- NHKビジネス塾の教科書 1 （2001年12月、ISBN 4-14-080650-8）
- NHKビジネス塾の教科書 2 （2002年3月、ISBN 4-14-080651-6）
- NHKビジネス塾の教科書 3 燃える日本の中小企業（2002年9月、ISBN 4-14-080715-6）
- NHKビジネス塾の教科書 4 地方ビジネスに活路あり（2002年12月、ISBN 4-14-080736-9）
- NHKビジネス塾の教科書 5 技術立国ニッポンの底力（2003年3月、ISBN 4-14-080764-4）
- スロービジネスのすすめ 7か条 強い組織はじっくりつくれ（2004年3月、編著：NHK「21世紀ビジネス塾」編集委員会、漫画：しりあがり寿、ISBN 4-14-080853-5）